# 千葉県道14号千葉茂原線

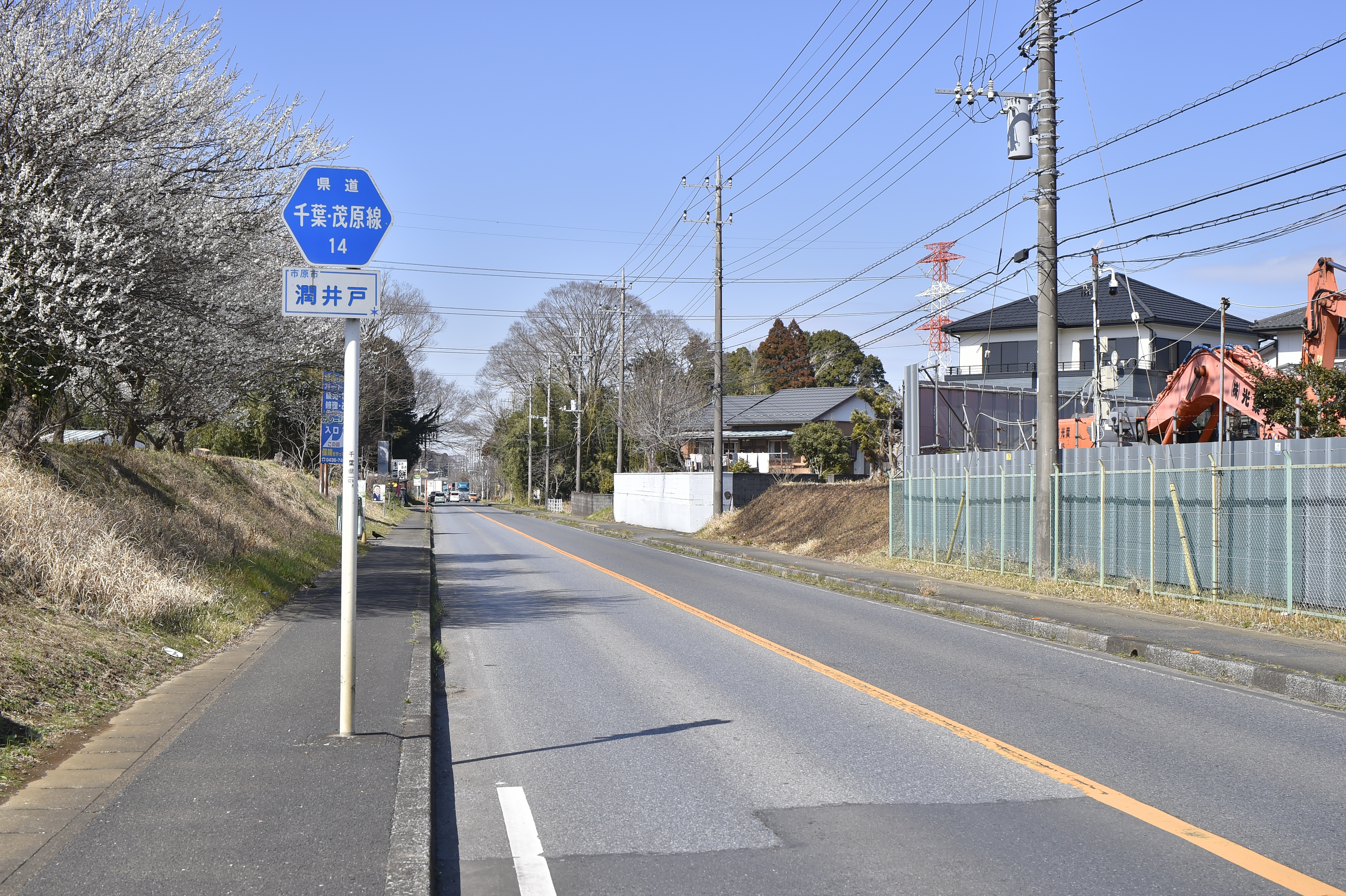
千葉県道14号千葉茂原線
市原市潤井戸（2023年3月）

千葉県道14号千葉茂原線（ちばけんどう14ごう ちばもばらせん）は、千葉県千葉市中央区の国道357号との交点である「茂原街道入口」交差点を起点とし、千葉県茂原市の国道128号・千葉県道84号茂原長生線との交点である「高師」交差点を終点とする主要地方道である。千葉県道路愛称名による愛称は茂原街道。

## 路線データ
- 千葉県千葉市中央区登戸[3]、「茂原街道入口」交差点
- 千葉県茂原市高師[3]、「高師」交差点
- 総延長：*.* km（千葉土木事務所管内：*.* km、千葉市管内：*.* km、市原土木事務所管内：*.* km、長生土木事務所管内：*.* km）
- 重用延長：*.* km（千葉土木事務所管内：*.* km、千葉市管内：*.* km、市原土木事務所管内：*.* km、長生土木事務所管内：*.* km）
- 実延長：24.882 km（千葉土木事務所管内：0.0 km[4]、千葉市管内：3.744 km[5]、市原土木事務所管内：10.665 km[3]、長生土木事務所管内：10.393 km[6]）

## 道の駅
- ながら

## 地理

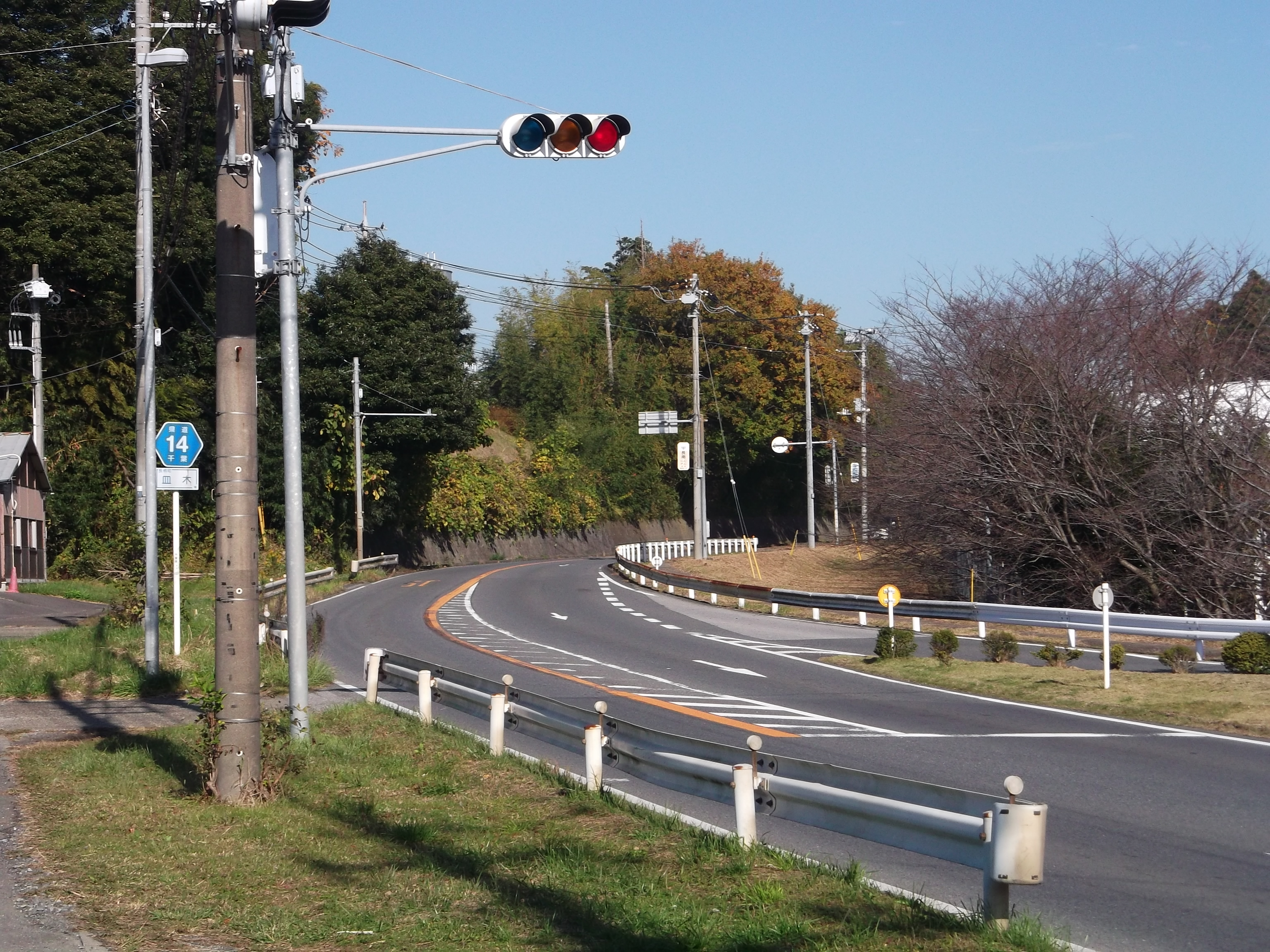
千葉県長生郡長柄町皿木

### 通過する自治体
- 千葉県
  - 千葉市（中央区、緑区）
  - 市原市
  - 長生郡長柄町
  - 茂原市

### 接続するおもな道路
- 国道357号（起点）
- 千葉県道24号千葉鴨川線
- 国道16号
- 千葉県道21号五井本納線
- 千葉県道292号犬成海士有木線
- 千葉県道147号長柄大多喜線
- 千葉県道128号日吉誉田停車場線
- 首都圏中央連絡自動車道茂原長柄SIC（間接接続）
- 千葉県道293号茂原環状線
- 国道128号（終点）
- 千葉県道84号茂原長生線（終点）

### 沿線の施設など
- 浜野駅（JR内房線）
- 潤井戸公民館
- 市原市立湿津中学校
- 市津湖
- 長柄小学校
- 長柄中学校
- 茂原市立二宮小学校
- 船着神社